# Carabe splendide
Pour les articles homonymes, voir Splendide.
Espèce
Le carabe splendide (Carabus splendens) est une espèce d'insectes coléoptères de la famille des Carabidae.

## Description

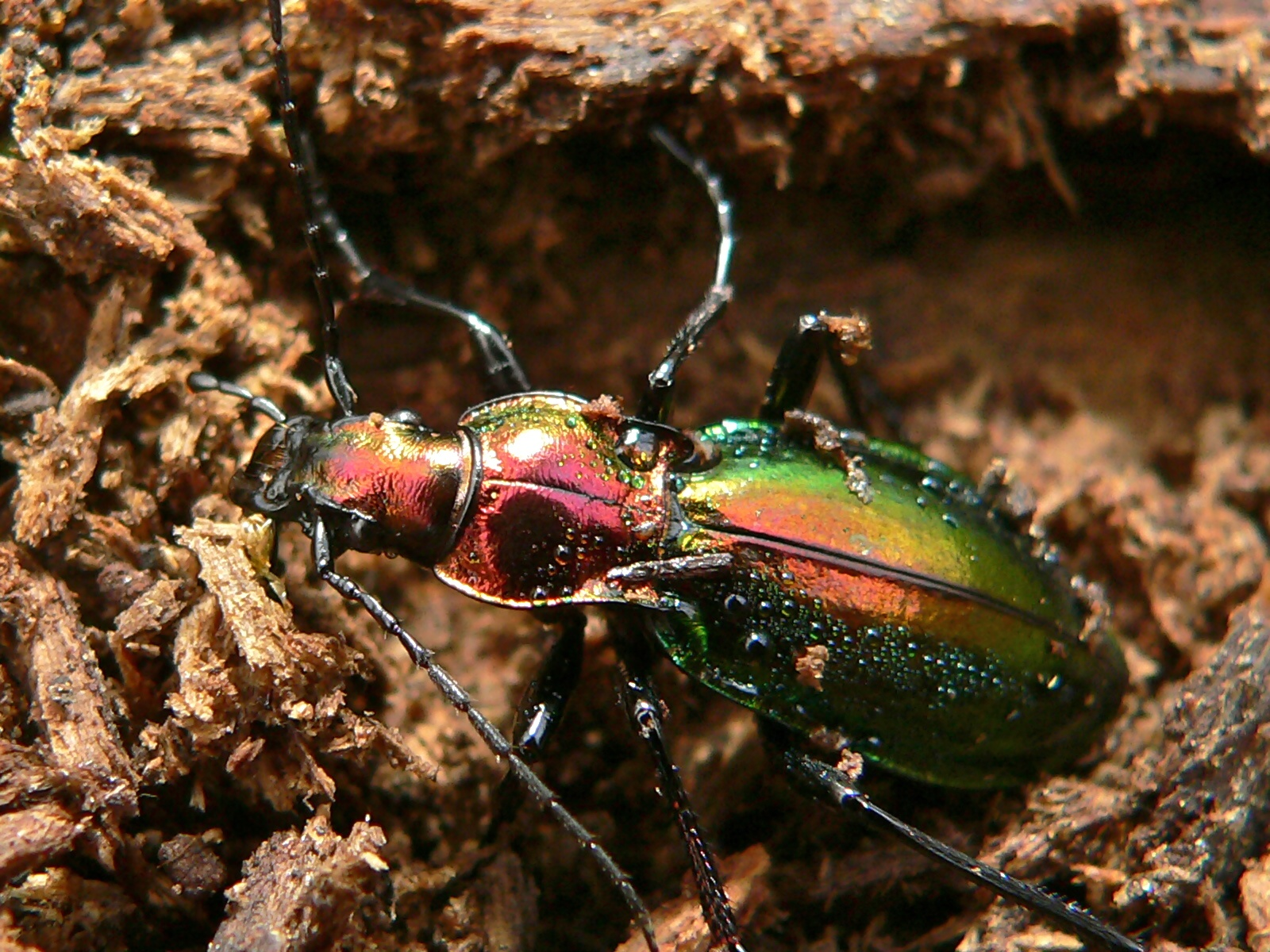
Carabe splendide (Aude, France).

Sa taille varie généralement entre 28 et 30 mm, parfois plus selon les sous-espèces. Son épithète spécifique traduit la richesse de ses couleurs, allant du vert cuivré au parme. Le dessus de son corps (thorax et élytres), est vert doré très brillant, plus rarement pourpré. Ses antennes et ses pattes sont noires. Ses élytres sont lisses et renflés vers l’arrière.

## Distribution
Chaîne des Pyrénées et environs.

## Écologie
C'est une espèce des forêts humides appréciant les feuillus comme les conifères, jusqu'à une altitude d'environ 1 500 m. Plutôt nocturne, ce carnivore se nourrit de petits invertébrés (escargots, limaces, chenilles, etc.).